# 月見野站

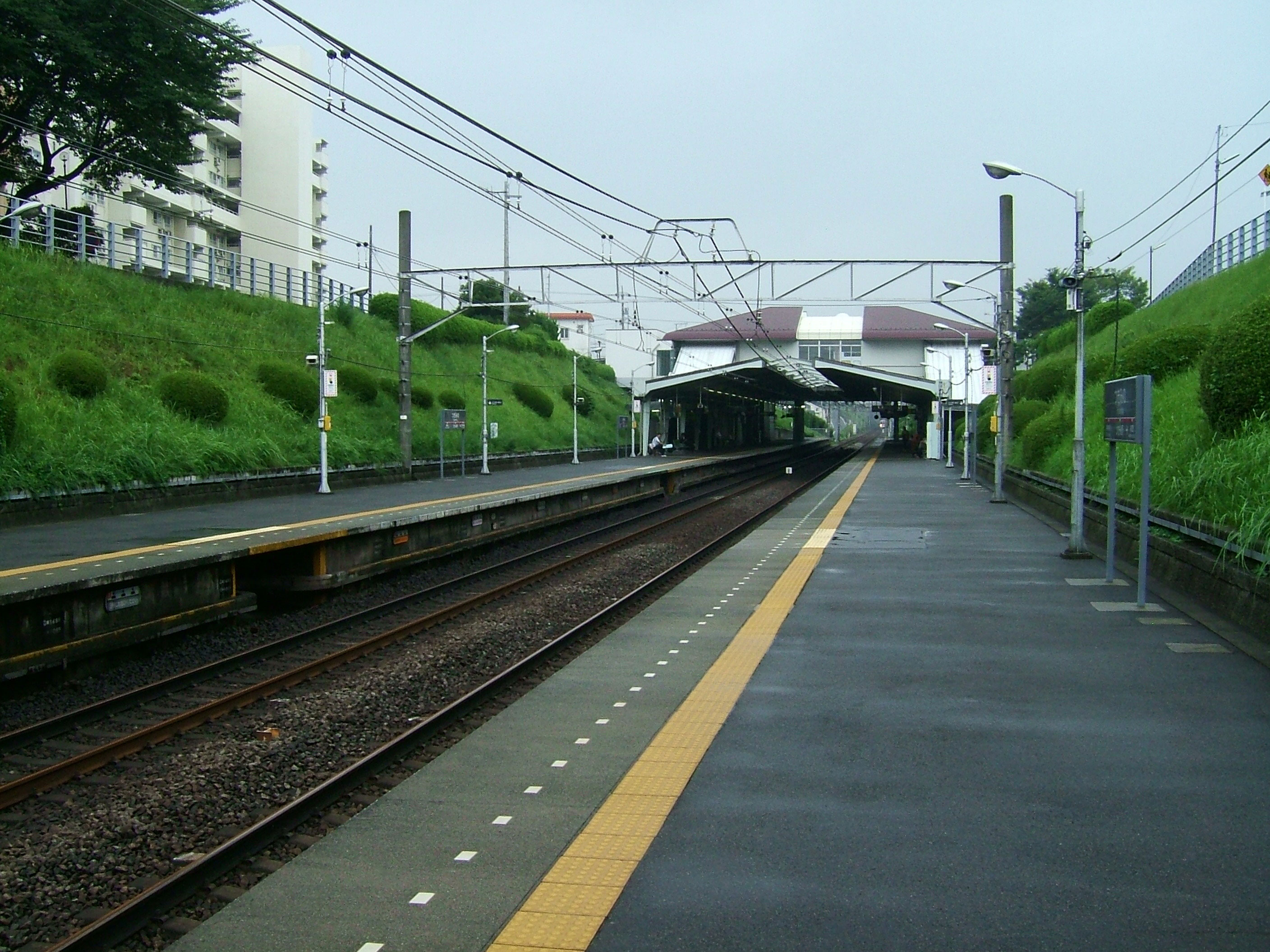
月台（2008年8月28日）

月見野站（日语：／ Tsukimino eki */?）是位於神奈川縣大和市月見野，屬於東急電鐵田園都市線的鐵路車站。車站編號是DT26。

## 年表
- 1976年（昭和51年）10月15日 - 車站啟用[1]，當時只有一個月台及一條路軌。[1]
- 1984年（昭和59年）4月9日 - 隨著田園都市線延伸至中央林間站，本站成為中途站。[1]
- 2013年（平成25年）10月11日 - 開始實驗升降式月台門[4]。
- 2014年（平成26年）9月7日 - 結束升降式月台門實驗。

## 結構
本站是側式月台2面2線地面車站。
2002年起，站務委託給東急Railway Service經營，設有服務經理。
站內以前沒有廁所，需使用站房內的大和市公共廁所。2007年付費區新設多功能廁所。

### 月台配置
| 月台 | 路線       | 方向 | 目的地                                              |
| ---- | ---------- | ---- | --------------------------------------------------- |
| 1    | 田園都市線 | 下行 | 中央林間方向                                        |
| 2    | 田園都市線 | 上行 | 二子玉川、澀谷、半藏門線 押上、 伊勢崎線 春日部方向 |

（來源：東急電鐵:車站構內圖 （页面存档备份，存于））
- 本站配合國土交通省推動月台門設置的一環，2013年7月設置日本信號開發的升降式月台門，10月11日開始進行實驗[4][6][7]。月台門可因應各種不同車門位置，設置費用也可壓低至三分之一左右[8]。在試驗結束後，2014年9月7日停止使用，10月撤除。

## 使用情況
2016年度1日平均上下車人次為10,672人，是田園都市線內最少。因人流較少而較安靜，與競馬場線的府中競馬正門前站一同成為電視劇等的外景拍攝場地。
近年1日平均上下車人次與上車人次推移如下表。
| 年度               | 1日平均 上下車人次 | 1日平均 上車人次 | 來源     |
| ------------------ | ------------------ | ---------------- | -------- |
| 1995年（平成07年） |                    | 6,418            | [ * 1 ]  |
| 1998年（平成10年） |                    | 5,685            | [ * 2 ]  |
| 1999年（平成11年） |                    | 5,338            | [ * 3 ]  |
| 2000年（平成12年） |                    | 5,361            | [ * 3 ]  |
| 2001年（平成13年） |                    | 5,179            | [ * 4 ]  |
| 2002年（平成14年） | 9,688              | 4,918            | [ * 5 ]  |
| 2003年（平成15年） | 9,768              | 4,914            | [ * 6 ]  |
| 2004年（平成16年） | 9,925              | 4,951            | [ * 7 ]  |
| 2005年（平成17年） | 9,957              | 4,939            | [ * 8 ]  |
| 2006年（平成18年） | 9,897              | 4,918            | [ * 9 ]  |
| 2007年（平成19年） | 9,898              | 4,958            | [ * 10 ] |
| 2008年（平成20年） | 9,983              | 4,983            | [ * 11 ] |
| 2009年（平成21年） | 9,987              | 4,980            | [ * 12 ] |
| 2010年（平成22年） | 10,037             | 4,999            | [ * 13 ] |
| 2011年（平成23年） | 9,948              | 4,975            | [ * 14 ] |
| 2012年（平成24年） | 10,280             | 5,147            | [ * 15 ] |
| 2013年（平成25年） | 10,495             | 5,258            | [ * 16 ] |
| 2014年（平成26年） | 10,354             | 5,177            | [ * 17 ] |
| 2015年（平成27年） | 10,663             |                  |          |
| 2016年（平成28年） | 10,672             |                  |          |

## 周邊
車站附近有國道16號、八王子街道通過，前往座間街道與保土谷繞道也十分便利。大型商店多集中在周邊主要道路沿線。要步行前往中央林間方向時，途中會經過高低差明顯的谷地。
因應大和市的自行車通行空間整備事業，2014年與2015年車站周邊市道整備自行車道。
- 神奈川縣立大和高等學校（日语：神奈川県立大和高等学校）
- 大和市立月見野中學校（日语：大和市立つきみ野中学校）
- 大和市鶴舞之里歷史資料館
- 大和市月見野學習中心
- 月見野棒球場
- 大和月見野郵便局
- 月見野自治會館（葬儀、集會場）
- 千代田月見野會館（葬儀場）
- 三井住友銀行月見野支店
- 山田電機TeccLand大和店
- BOOKOFF（日语：ブックオフコーポレーション）
- PC DEPOT 大和 GREAT CENTER（日语：ピーシーデポコーポレーション）

### 巴士路線
- 神奈川中央交通東（日语：神奈川中央交通）
  - 町82：往町田巴士中心（日语：町田バスセンター）
- 大和市社區巴士（日语：大和市コミュニティバス）「のろっと」
  - 北部路線右回：鶴間站東口、市役所方向
  - 北部路線左回：中央林間站方向

## 名稱由來
車站周邊長滿月見草，因此被稱為「月見野」。

## 相關作品

### 電視劇
- 14歲媽媽 - 第1集女主角一之瀨未希（志田未來）坐在本站的長椅。另外還出現東急8500系（日语：東急8500系電車）與東武50050系（日语：東武50000系電車）。

### 動畫
- 長騎美眉 - 主角們集合的地方，站房與站前廣場在作品中多次登場，官方網站亦有介紹[14]。

## 相鄰車站
東急電鐵
 田園都市線
■急行
通過
■準急、■各站停車
南町田Grandberry Park（DT25）－月見野（DT26）－中央林間（DT27）

## 延伸閱讀
- 宮田道一. . JTBパブリッシング. 2008-09-01. ISBN 9784533071669.

## 外部連結
- 月見野（各站資訊） - 東急電鐵（日語）